# Chrysoblephus laticeps
Chrysoblephus laticeps es una especie de peces de la familia Sparidae en el orden de los Perciformes.

## Morfología
Los machos pueden llegar alcanzar los 50 cm de longitud total.

## Distribución geográfica
Se encuentra en las  costas del sureste de la  Atlántico (desde el norte de Namibia hasta el norte de KwaZulu-Natal -  Sudáfrica -) y la isla de Mauricio.